# Katemas (Kembangbahu)
Katemas is een bestuurslaag in het regentschap Lamongan van de provincie Oost-Java, Indonesië. Katemas telt 1814 inwoners (volkstelling 2010).